# Federación de Fútbol de Islas Marshall
La Federación de Fútbol de Islas Marshall (en inglés: Marshall Islands Soccer Federation) es el ente rector de fútbol en las Islas Marshall y actualmente no pertenece ni a la FIFA ni a la OFC, y busca el reconocimiento por parte del Comité Olímpico Nacional de las Islas Marshall.

## Historia
La federación fue creada en 2020 con el propósito de introducir al fútbol en un país sin historia en ese deporte. En Mayo de 2019 se inició la construcción del Majuro Track and Field Stadium, inicialmente para ser la sede de los Juegos de Micronesia, pero con el tiempo se convirtió en la sede para los partidos de fútbol en el país.
En Diciembre de 2022 la MISF contrató al primer entrenador en la historia de Islas Marshall, al inglés Lloyd Owers, responsable de crear la estructura deportiva en el país.
En enero de 2023 la federación hizo una campaña en el programa GoFundMe con el fin de recaudar fondos para comprar equipo y para desarrollar el programa de dirección técnica en línea.
Otros miembros de la MISF son el director de mercadeo Matt Webb; el oficial de prensa Justin Walley y el ejecutivo de desarrollo Max Houchin.
El 29 de mayo de 2024 la Federación de Fútbol de Islas Marshall anunció al primer entrenador de la selección femenil, Katie Smith de Estados Unidos para el primer entrenamiento el 14 de marzo de 2025. El 22 de marzo de 2025 se anunció que Islas Marshall tendría su primer partido internacional.
El 14 de agosto de 2025 Islas Marshall jugó su primer partido internacional, ante Islas Vírgenes de Estados Unidos en Springdale, Arkansas que terminó con derrota por 0-4.

## Competiciones
- Marshall Islands Futsal League creada en 2023.
- Copa Ratak creada en 2024.